# 南非议会
南非共和國國會（英語：Parliament of the Republic of South Africa），通稱南非國會（Parliament of South Africa），是南非的立法機關；根據現行《南非憲法》，國會採用兩院制，並由國民議會（下議院）以及全國省級事務委員會（上議院）組成。 本屆國會為第27屆國會，於2019年5月22日首次召開。
從1919年到1994年期間，南非國會議員主要從佔南非少數族裔的南非白人中選舉產生；直至1994年才實現第一次全民普選。
南非國會上下兩院都曾一起在位於西開普省開普敦的議會大廈內開會，但因2022年火災導致國民議會不得不臨時遷至好望議事廳（Good Hope Chamber）舉行會議。

## 國會歷史

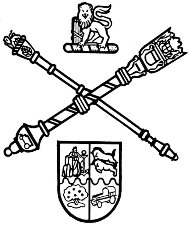
1964年至2007年期間，南非國會所使用的代表徽章。

### 1910年之前
現在南非國會的前身是在1910年南非聯邦成立之前的好望角議會；它採用兩院制，由眾議院與立法院（Legislative Council）組成。好望角議會的成立可以追溯至開普殖民地的1853年獨立運動之初；其採用多種族的開普特許選舉權制度，即不分種族的所有男性均享有平等的選舉資格。
好望角議會的建築物在聯邦成立後依舊成為新國會的辦公場所。

### 1910年－1960年
當南非聯邦於1910年成立時， 南非聯邦國會採取兩院制並由英國君主、國民議會和參議院組成。
- 英國君主由南非總督代表。
- 參議院由當時組成南非聯邦的四個省及總督所提名的參議員組成，最初任期為十年並且參議員數量經常發生變動。參議院由參議員們從自己當中選舉的參議院議長主持。
- 國民議會由選民直接選舉產生的國民議會議員組成。每位議員代表一個選區，通常通過其所屬政黨的政黨選舉而產生。隨著人口增加，選區及議員席數會不時增加。國民議會由國民議會議員從自己當中選舉的國民議會議長主持。
- 僅有白人可以擔任參議員和國民議會議員。
- 特許投票權授予南非聯邦全體白人男性、開普省和納塔爾省的黑人男性及開普省的其他有色人種男性；但他們的最低投票年齡為21周歲。

隨著後續一系列憲法修正案的頒布，南非聯邦國會的組成也有所改變。
- 1930年，白人女性開始擁有與白人男性一樣的參議員及國民議會議員的選舉權和被選舉權。
- 1934年，國會被宣佈擁有“聯邦內部及之上的最高立法權”。[10]
- 1937年，黑人選民與其他種族選民進行區分選舉。在參議院，黑人選民擁有四名當選參議員名額；他們中兩人代表開普省，一人代表納塔爾省，以及一人代表奧蘭治自由邦省和德蘭士瓦省。而在國民議會裡，則有三名“原住民代表”國民議會議員名額；他們分別代表三個不同的黑人專屬選區。[11]
- 1950年，當時由南非聯邦委託的西南非洲白人選民在南非聯邦國會擁有4個參議員名額及6個國民議會議員名額。
- 1957年，有色人種選民也與白人選民進行區分。在參議院，由不同的參議員來代表他們；而在國民議會裡，則由幾個不同有色人種專屬選區選舉出的國民議會議員代表他們。[12] 即便面對強烈反對及兩項最高法院的裁決，時任南非總理約翰內斯·斯揣敦依舊我行我素並採取擴大參議院人數規模來安插親政府的參議員以達到法定的三分之二多數票來強制推動憲法修正案的通過。[13]
- 1960年，黑人選民的代表權被終止。
- 1960年，法定最低投票年齡從21周歲降至18周歲。

在僅限白人參與1960年公投中，南非聯邦從英聯邦的自治領改制為共和國。

### 1961年－1984年
1961年，南非由聯邦制國家成為共和制國家並退出了英聯邦；後雖重新返回英聯邦，但南非共和國的國家元首則自改制共和後一直為南非總統。
不過隨後發生了一些重大變化：
- 黑人及其他有色人種選民的投票權在1968年被終止，國民議會與參議院均僅限白人選民投票。
- 從1977年開始，當時被南非委託管理的西南非洲失去了在南非國會的代表資格。[15]
- 參議院於1981年被廢除，南非國會改為一院制議會。

### 1984年－1994年
1984年通過的南非憲法重新賦予了有色人種（包括男性和女性）的選舉權，同時也賦予了印度裔南非人選舉權。在保留現有由白人議員組成的民議院下，還組建了代表有色人種的眾議院及代表印度裔的代議院。這使得南非國會成為三院制議會，但卻依舊將黑人排除在外。
- 每個議院的議員由其所在選區選舉產生；此外還包括少數由議員選出的額外議員及一些由各省省長提名的議員。
- 每個議院為各自所代表群體的獨有“自我事務”進行立法；而涉及“共同事務”的立法則由三院一起負責。[16] 但在實踐中，由於代表白人的民議院議員人數超過眾議院議員與代議院議員的人數總和，因此實際的立法工作還是由民議院主導。
- 每個議院的議長由各自議院的議員從其中選舉產生，他們負責各自議院的工作協調等。而三院總議長則由三院議員在三院聯合會議上選舉產生。
- 1981年（英语：1981 South African general election）當選的原民議院全體議員曾被視為在1984年（英语：1984 South African general election）當選，以便與另外兩個議院的任期協調一致。但是這個決議被南非最高法院否決，因此民議院不得不在1987年（英语：1987 South African general election）單獨進行選舉；而1987年獲選的這批國民議會議員任期同樣要與其他兩院的議員在1989年結束任期。

在種族三院制議會期間，大部分南非黑人依舊被剝奪了選舉權；同時由於該制度遭到許多有色人種及南非亞裔的抵制，因此眾議院與代議院也缺乏一定的合法性。1992年舉行的僅有南非白人所參與的種族隔離公投中，68.73%的選民決定結束種族隔離制度。1993年年底，三院制議會所通過的最後一項法案就是《臨時憲法》。該臨時憲法於1994年4月27日生效，這也是南非首次非種族選舉的舉行日。

### 1994年迄今
經過四年談判而於1994年生效的南非新臨時憲法最終為南非帶來了全種族民主，同時也賦予了所有種族男女平等權利，但最低投票年齡依舊設定為18周歲。南非國會同時改制為由國民議會和參議院組成。
- 參議院由90名參議院組成，九個省各有10個名額；它由參議員之間選舉產生的參議院主席負責主持。
- 國民議會由400名議員組成，由選民根據比例代表 / 政黨名單制選舉產生。選舉不設定選區，每個政黨都分配了與其在全國獲得的選票百分比成比例的國民議會席位。它由國會議員從他們之間選出的議長負責主持。
- 1997年，現行《南非憲法》生效。參議院被全國省級事務委員會取代，該委員會同樣由90名委員組成並且每個省的代表團均有10個委員名額；委員中有6名常任委員通過各省的選舉而產生，而剩下的4名特別委員則由該省省長及省立法機關的三名議員出任。省務院同樣由委員之間選舉產生的主席負責主持。

南非國會採用比例代表制，因此選民的投票是給政黨而不是具體的候選人。比例代表制在一定程度上確保了較小的政黨有機會進入國會；儘管這些政黨必須通過結盟才能在南非的政治體系裡獲得更大的話語權，尤其是在反對具有優勢地位的非國大。獨立選舉委員會負責保持選舉公平、定期和平等。政黨向獨立選舉委員會提交候選人的封閉名單，獨立選舉委員會在選舉結果出來後使用候選人名單填補分配給各個政黨的席位。自1994年以來，南非國會的這套選舉制度幾乎沒有腐敗現象。
高等教育部長納萊迪·潘多爾指出，南非國會的政治聲望在她的任職期間內（1994年開始）有所下降，這是由於議員們之間的交往過於粗魯。她說，作為這些粗暴行為的旁觀者，她感到有失尊重，同時這也阻礙了一些政治行動的成功。

#### 2022年火災
2022年1月2日，舊議會大廈和國民議會大樓的大部分在一場火災中受損。 一名男子被捕，隨後他被控縱火。

## 主要政黨
- 非洲人國民大會（簡稱：非國大）成立於1912年；它曾在1960年被時任南非總統C·R·斯瓦爾特所禁止，直至30年後才被時任總統F·D·戴克拉克解除禁令。非國大在1994年舉行的南非首次多種族選舉中成為國會最大黨並一直保持這種優勢至今。該黨的主要綱領在於努力實現種族平等和消除通常以種族為基礎的社會經濟差異。非國大一直被視為代表南非原住民利益，特別是在2009年該黨主席兼時任總統雅各布·朱瑪爆發多項腐敗案之前；朱瑪被控為自己私人目的而濫用公帑。[21][22] 雖然有人將南非目前面臨的經濟發展困難及警察暴力等問題歸咎於非國大的執政，但是該黨在最近的一次國會選舉中依舊保持在國民議會擁有230席及在全國省級事務委員會擁有54席的絕對優勢地位。不過非國大在2014年到2019年選舉期間也面臨著支持率下降的問題，特別是針對非國大內部腐敗和不提供市政服務的指控引發了南非國內的暴力抗議潮。

- 民主聯盟（簡稱：民盟）是一個由成立於種族隔離時代國民黨的繼承者新國民黨與民主黨（英语：Democratic Party (South Africa)）、聯邦聯盟（英语：Federal Alliance (South Africa)）等組建的聯合政黨。在南非國會中，民盟一直扮演著反對黨角色。該黨在傳統上受南非少數族裔社群（主要是白人、其他有色人種及印度人）的支持；但在近年民盟開始注意吸引黑人族群的選票，因此過去該黨在黑人當中的支持率由1%上升到6%。[23] 民盟同時也是一個支持自由市場政策的自由主義政黨。2014年大選後，民盟在國民議會獲得89席；但在2019年大選後，民盟的席數下滑至84席。

- 經濟自由鬥士（簡稱：經自鬥）成立於2014年大選之前8個月，但卻在這次選舉中拿下25個席位。2019年大選後，經自鬥的席位增加至44個，是南非國會中前三大政黨中唯一實現席位增加的政黨。經濟自由鬥士是一個持極左立場的革命社會主義政黨，主張土地征收和盡快結束國會內部的腐敗問題。

- 因卡塔自由黨（簡稱：因自黨）成立於1990年，是現已解散的夸祖魯班圖斯坦政府的繼承者；因而該黨在歷史上受祖魯人支持，但時至今日，因自黨開始進入白人、印度人等少數族裔的選區。在經濟自由鬥士成立之前，因卡塔自由黨一直是南非國會的第三大黨。並且除非洲人國民大會外，因卡塔自由黨是近十年來一直在全國政府內存在的政黨。因自黨捍衛傳統領導人的權利，並倡導有利於自由市場的政策；同時該黨反對社會主義和共產主義。

由於非洲人國民大會在南非國會內佔據如此強勢的優勢地位，因此其他較小的政黨只能通過不斷結成聯合政黨或政黨聯盟來對抗非國大領導下的行政和立法機關。

## 國會駐所

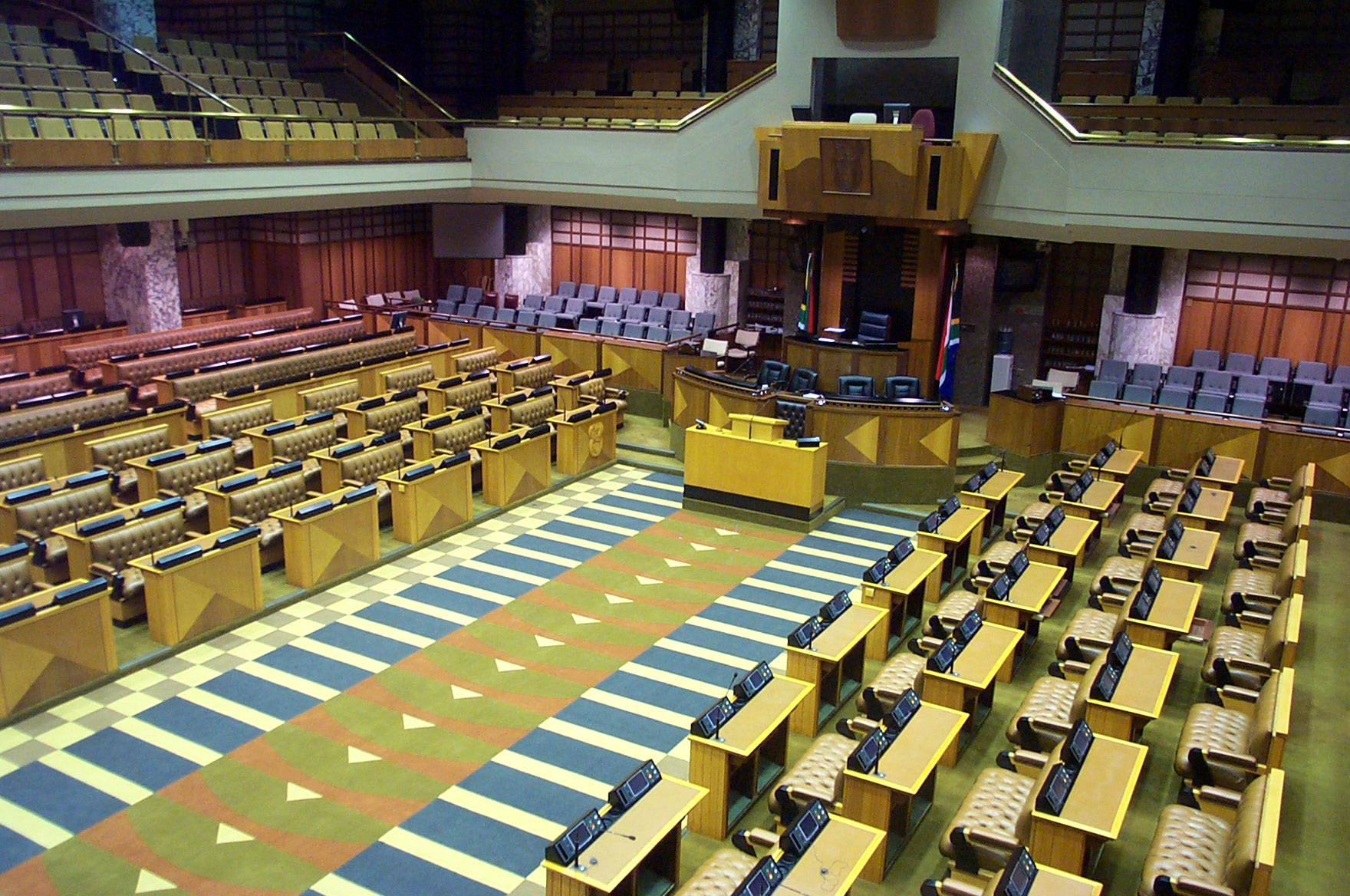
2022年2022年南非國會火災發生之前的國民議會議事廳。

儘管南非政府駐所位於比勒陀利亞，但是南非國會的駐所卻位於開普敦的議會大廈。造成這個情況的原因可以追溯到南非聯邦成立之前，當時組成聯邦的四個省就誰成為首都所在地產生了分歧。最後作為妥協，比勒陀利亞成為行政首都、開普敦成為立法首都、布隆方丹成為司法首都。
非洲人國民大會執政期間曾提議將南非國會遷至比勒陀利亞，他們認為現在的安排過於麻煩，因為這會造成政府部長、公務員及外交官們在國會會議期間在比勒陀利亞和開普敦之間來回奔波。但是這個提議遭到了開普敦人的反對，他們指責非國大試圖以此來集中手中的權力。事實上，根據《南非憲法》，南非國會可以因公共利益、安全或便利為由在開普敦以外的其他地方開會，同時也允許南非國會在其制定的規則或命令內規定在開普敦意外的地方召開國會。因此，《國民議會規則》第24條允許國民議會議長在咨詢了國民議會領袖及國民議會內各黨派首席黨鞭後，指示將國民議會設在“開普敦議會大廈以外的地方”；同時《全國省級事務委員會規則》第23條允許省務院通過一項決議，規定其在其他地方召開會議。
2018年，南非政府成立了一個項目指導委員會，對將南非國會遷至比勒陀利亞的可行性進行分析和評估，並對潛在的新國會大廈地址進行考察和確定。 2019年4月，公共工程部長宣佈已擬定潛在地點的清單。 2020年，有人宣稱將國會遷至比勒陀利亞可以每年縮減開支約6.5億南非蘭特。
2022年1月，開普敦議會大廈發生火災，這對國民議會和全國省級事務委員會的議事廳造成嚴重破壞。因此，2022年的南非政府國情咨文報告地點變更至開普敦市政廳，而隨後的國民議會議事地點也放在好望議事廳（Good Hope Chamber）。臨時議事廳曾作為國民議會下屬委員會的會議所在地，平時可容納170人，而在新冠肺炎疫情期間則被控制至在70人以內。 但是，國民議會議員滿員為400人。

## 歷屆國會
| 屆次            | 會期           | 最大黨 | 最大黨         |
| --------------- | -------------- | ------ | -------------- |
| 聯邦時代        |                |        |                |
| 第1屆南非國會   | 1910年－1915年 |        | 南非人黨       |
| 第2屆南非國會 ' | 1915年－1920年 |        | 南非人黨       |
| 第3屆南非國會   | 1920年－1921年 |        | 南非人黨       |
| 第4屆南非國會   | 1921年－1924年 |        | 南非人黨       |
| 第5屆南非國會   | 1924年－1929年 |        | 國民黨         |
| 第6屆南非國會   | 1929年－1933年 |        | 國民黨         |
| 第7屆南非國會   | 1933年－1938年 |        | 統一黨         |
| 第8屆南非國會   | 1938年－1943年 |        | 統一黨         |
| 第9屆南非國會   | 1943年－1948年 |        | 統一黨         |
| 第10屆南非國會  | 1948年－1953年 |        | 國民黨         |
| 第11屆南非國會  | 1953年－1958年 |        | 國民黨         |
| 第12屆南非國會  | 1958年－1961年 |        | 國民黨         |
| 共和時代        |                |        |                |
| 第13屆南非國會  | 1961年－1966年 |        | 國民黨         |
| 第14屆南非國會  | 1966年－1970年 |        | 國民黨         |
| 第15屆南非國會  | 1970年－1974年 |        | 國民黨         |
| 第16屆南非國會  | 1974年－1977年 |        | 國民黨         |
| 第17屆南非國會  | 1977年－1981年 |        | 國民黨         |
| 第18屆南非國會  | 1981年－1984年 |        | 國民黨         |
| 第19屆南非國會  | 1984年－1987年 |        | 國民黨         |
| 第20屆南非國會  | 1987年－1989年 |        | 國民黨         |
| 第21屆南非國會  | 1989年－1994年 |        | 國民黨         |
| 民主時代        |                |        |                |
| 第22屆南非國會  | 1994年－1999年 |        | 非洲人國民大會 |
| 第23屆南非國會  | 1999年－2004年 |        | 非洲人國民大會 |
| 第24屆南非國會  | 2004年－2009年 |        | 非洲人國民大會 |
| 第25屆南非國會  | 2009年－2014年 |        | 非洲人國民大會 |
| 第26屆南非國會  | 2014年－2019年 |        | 非洲人國民大會 |
| 第27屆南非國會  | 2019年－迄今   |        | 非洲人國民大會 |

## 外部連結
- 官方网站